# Monocerus – Den mystiska enhörningen
Monocerus – Den mystiska enhörningen (engelska: Monocerus – The Mysterious Unicorn) är en amerikansk-norsk familjefilm från 2008 i regi av Adam Martin efter ett manus av Arnfinn Christensen.

## Handling
Fjortonåriga Sarah Good är en duktig ryttare, varför hon överraskar alla när hon tappar kontrollen över sin häst under ett lopp och kastas ur sadeln. Det är dock bara Sara som vet varför hon egentligen föll - hon kunde inte koncentrera sig när hennes tankar dominerades av en märklig syn. Sara har ingen aning om att hon drömde om en verklig händelse - om sin sista farväl till mormor Gudrun, som levde sitt liv i ett avlägset land på andra sidan havet - Norge. Kort därefter hittar Tor, Gudruns bästa vän, Sarah och ger henne ett meddelande som kommer att förändra livet för Sarah och hela hennes familj för alltid. Sara bryr sig dock inte om mystiska legender och mystiska berättelser. Hon bryr sig bara om en sak – kommer hon någonsin att våga sitta i sadeln igen?

## Rollista
- Caroline Elgert – Sarah
- Bob Cain – Tor Stormberg
- Tony Dadika – polis
- Dmitri Friedenberg – Barry Lebrowsky
- Jeffrey Goldenberg – Lars Storhaug (dubbad av Pat Murphy)
- Robert A. Guadagnino – hotellägare
- Christopher Haas – Sebastian Good
- Barrie Jacobs-Conte – hästtränare
- Braeden Kennedy – Eric Good
- John C. Lanier – doktor Alan Taylor
- Marlene O'Haire – Jennifer Good
- Meret Oppenheim – socialarbetare
- Norman J. Pfizenmayer III – hotellexpedit
- Stine Saksen – Svanhild
- George B. Simons – sheriff
- Jennifer Tuttle – Edith Storhaug
- Russell Woron-Simons – Christian Storhaug
- Ted Yudain – advokat